# Xã Pike, Quận St. Louis, Minnesota
Xã Pike (tiếng Anh: Pike Township) là một xã thuộc quận St. Louis, tiểu bang Minnesota, Hoa Kỳ. Năm 2010, dân số của xã này là 417 người.